# Stary cmentarz żydowski w Gnieźnie
Stary cmentarz żydowski w Gnieźnie – kirkut znajduje się w Gnieźnie przy obecnej ul. Bolesława Chrobrego. Został założony w XIX wieku. W czasie II wojny światowej został zdewastowany. Po 1945 został zlikwidowany. Na jego miejscu znajduje się obecnie Centrum Ratowania Życia przy Komendzie Powiatowej Państwowej Straży Pożarnej w Gnieźnie. Na ścianie budynku znajduje się tablica w językach hebrajskim, polskim i angielskim upamiętniająca fakt istnienia w tym miejscu cmentarza i opieki nad nim Komisji Rabinicznej.